# Martin Langner

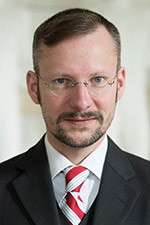
Martin Langner

Martin Langner (* 1966) ist ein deutscher Klassischer Archäologe.
Nach einem Studium der Klassischen Archäologie und der Klassischen Philologie an der Universität zu Köln wurde Langner bei Henner von Hesberg mit einer Arbeit über „Antike Graffitizeichnungen auf unbeweglichen Trägern“ promoviert. Als Postdoktorand arbeitete er mit einem Stipendium der Gerda Henkel Stiftung im Rahmen des von Paul Zanker in Rom geleiteten Projekts zur Erforschung der Stadtkultur der Kaiserzeit. Danach wurde er zunächst für ein Jahr wissenschaftlicher Angestellter an der Universität Göttingen und anschließend von 2003 bis 2012 an der Freien Universität Berlin. 2012 habilitierte er sich dort mit der Arbeit „Meisterwerk und Massenware. Chronologie, Dekor und Funktion spätrotfiguriger Bildervasen aus Athen“. Danach leitete er die Arbeitsstelle Digitale Archäologie (CoDArchLab) der Universität zu Köln. Von 2013 bis 2018 war er Professor für Klassische Archäologie und ihre digitale Methodik in Göttingen. Seit 2019 ist er Professor für Digitale Bild- und Objektwissenschaft, ebenfalls an der Georg-August-Universität Göttingen.
Zu Langners Forschungsschwerpunkten gehören die kontextuelle Bildanalyse (v. a. Griechische Vasenmalerei, Römische Wandmalerei und Relief), die archäologische Akkulturationsforschung, die Erforschung antiker Alltagskultur und der Einsatz naturwissenschaftlicher und informationstechnischer Methoden.

## Veröffentlichungen

### Monografien
- Antike Graffitizeichnungen. Motive, Gestaltung und Bedeutung. (Deutsches Archäologisches Institut / Abteilung Rom.) Wiesbaden: Reichert 2001, ISBN 3-89500-188-0 (= Dissertation, Universität zu Köln 1997).
- Meisterwerk und Massenware. Chronologie, Dekor und Funktion spätrotfiguriger Bildervasen aus Athen. Habilitationsschrift, Freie Universität Berlin 2012 (unpubliziert).

### Herausgeberschaften
- mit Ursula Kästner und Britta Rabe: Griechen, Skythen, Amazonen. (Katalog zur Ausstellung im Pergamonmuseum, Berlin, 14. Juni bis 21. Oktober 2007.) Berlin: Institut für Klassische Archäologie 2007.

### Aufsätze (Auswahl)
- Szenen aus Handwerk und Handel auf gallo-römischen Grabmälern. In: Jahrbuch des Deutschen Archäologischen Instituts 116, 2001, S. 297–354 (online).
- Barbaren griechischer Sprache? – Die Bildwelt des Bosporanischen Reiches und das Selbstverständnis seiner Bewohner. In: Frederike Fless, Mikhail Treister (Hrsg.): Bilder und Objekte als Träger kultureller Identität und interkultureller Kommunikation im Schwarzmeergebiet. (= Internationale Archäologie ASTK; Band 6.) Rahden/Westfalen 2005. S. 53–66.
- Mantle-figures and the Athenization of Late Classical Imagery. In: Bodil Bundgaard Rasmussen, Stine Schierup (Hrsg.): Red-Figure Iconography in its Ancient Setting. (2nd Enbom Workshop, Copenhagen 5.–6. November 2009.) Kopenhagen 2012, S. 11–20.
- Grundlagen der Chronologie spätrotfiguriger Vasen aus Athen. In: BABESCH – Annual Papers on Mediterranean Archaeology 88, 2013, S. 127–170.
- Amazonen als Einwanderinnen. Ursprung, Konstruktion und Dekonstruktion mythischer Verwandtschaft in Athen und Ephesos. In: Almut-Barbara Renger, Isabel Toral-Niehoff (Hrsg.): Genealogie und Migration. Antike Wanderungsmythen, Topoi. (= Berlin Studies of the Ancient World Band 20.) Berlin 2014, S. 103–134. (online).